# Laßt den Drachen fliegen
Laßt den Drachen fliegen ist ein türkischer Film aus dem Jahr 1989. Er schildert den Alltag in einem Frauengefängnis der 1980er-Jahre aus der Sicht eines Kindes.

## Hintergrund
Nach einer innenpolitischen Krise putschte das türkische Militär 1980, mit der Begründung, die Republik verteidigen zu müssen. Es war der dritte Staatsstreich in der Geschichte der Türkischen Republik, nach 1960 und 1971. Dem Putsch folgte eine große Prozess- und Verhaftungswelle.

## Handlung
In den ersten Szenen des Films sieht man İnci (Nur Sürer), eine junge Frau, die durch die verschneiten Straßen Ankaras geht. Sie kauft in einem Lebensmittelladen eine Tüte Rosinen. Als sie eine Gruppe von spielenden Kindern sieht, gibt sie diesen davon eine Handvoll. Sie geht weiter und erreicht eine Klippe, die einen Blick auf die gesamte Stadt ermöglicht. İnci erinnert sich an ihre Zeit im Gefängnis und denkt insbesondere an Barış (Ozan Bilen), einen Jungen im Vorschulalter, der dort mit seiner Mutter Fatma lebt. Barışs Vater wurde einst als Drogenhändler enttarnt, doch Fatma deckte ihn und wurde an seiner Stelle inhaftiert. Der Vater kümmert sich offensichtlich nicht mehr um seine Familie. Fatma scheint aufgrund dieser Situation überfordert, sodass İnci zu einer Ersatzmutter für Barış wird. Sie spielt mit ihm und erklärt ihm die Welt.
Barış erblickt am Himmel einen »Vogel« und ruft İnci herbei. Sie erklärt ihm, dass dies ein Drachen war und dass Kinder solche Drachen im Freien steigen lassen. Sie verspricht ihm, dass sie eines Tages, wenn beide in Freiheit leben, mit ihm einen Drachen steigen lässt.
Der Film schildert in den folgenden Szenen das Leben in einem türkischen Frauengefängnis. Die Insassinnen sind aus unterschiedlichen Gründen inhaftiert, einige von ihnen aus politischen Motiven. Zum Alltag gehören Streitigkeiten ums Essen, Eifersucht und Ohrfeigen, aber auch eine große Solidarität. Insbesondere die jungen Frauen lieben Barış, der viele Dinge nicht versteht und immer wieder unschuldige Fragen stellt, etwa was ein »Koyunist« sei.
İnci wird schließlich entlassen und verlässt das Gefängnis eines Morgens. Die Insassinnen bringen es nicht übers Herz, Barış aufzuwecken, sodass er sich nicht von İnci verabschieden kann. Er vermisst sie sehr und ist enttäuscht, dass sie einfach gegangen ist. Filiz, eine weitere Gefangene, tröstet ihn mit den Worten, dass İnci irgendwann vielleicht als Drachen zurückkehren wird. Am Schluss des Films erblickt Barış wieder einen Drachen am Himmel und ist sich sicher, dass dieser von İnci kommt. Er ruft Filiz und die anderen Gefangenen, die den Drachen ebenfalls als Zeichen deuten. Der Gefängniskommandant versucht, den Drachen abzuschießen, was ihm zur Freude der Frauen jedoch nicht gelingt. Der Film endet mit Bildern von İnci, Barış, den zuversichtlichen Gesichtern der Inhaftierten, unterlegt mit einem Dialogausschnitt zwischen Barış und İnci aus den ersten Szenen: Niye uçmuyor İnci? – Uçar bir gün (»Warum fliegt er nicht, İnci? – Eines Tages wird er fliegen«). Die Schlusseinstellung zeigt einen Himmel voller Drachen.

## Auszeichnungen
Beim Antalya Altın Portakal Film Festivali (»Antalya-Filmfestival der Goldenen Orange«), den wichtigsten Filmfestspielen der Türkei, erhielt Laßt den Drachen fliegen 1989 viermal die höchste Auszeichnung: bester Film, beste Hauptdarstellerin (Nur Sürer), bestes Drehbuch (Feride Çiçekoğlu) und beste Kamera (Erdal Kahraman).
Laßt den Drachen fliegen war auch der türkische Beitrag für die Oscarverleihung 1990 in der Kategorie »Bester fremdsprachiger [= nicht englischsprachiger] Film«, kam jedoch nicht in die engere Auswahl.